# 完者哈敦
完者哈敦（羅馬化：Öljei Khatun，?—?），又作完泽、乌勒杰，蒙古斡亦剌部貴族，伊儿汗國汗妃，脱劣勒赤和阇阇干的女儿，成吉思汗的外孙女。
完者嫁给伊儿汗旭烈兀。生下儿子蒙哥帖木兒，女儿忙克鲁干和乞迷赤。1265年，旭烈兀去世，其子阿八哈即位，把底牙儿别克、哲吉烈之一部赐给她作为分地。将她收继为妃。1282年，阿八哈去世，她想让儿子蒙哥帖木儿继承汗位，很快蒙哥帖木儿也去世，再和忽推哈敦议定拥戴阿鲁浑作为伊儿汗。